# Échirolles
Échirolles is een gemeente gelegen in het departement Isère in de regio Auvergne-Rhône-Alpes. De gemeente telde 36.708 inwoners op 1 januari 2022. Het is een voorstad van Grenoble.

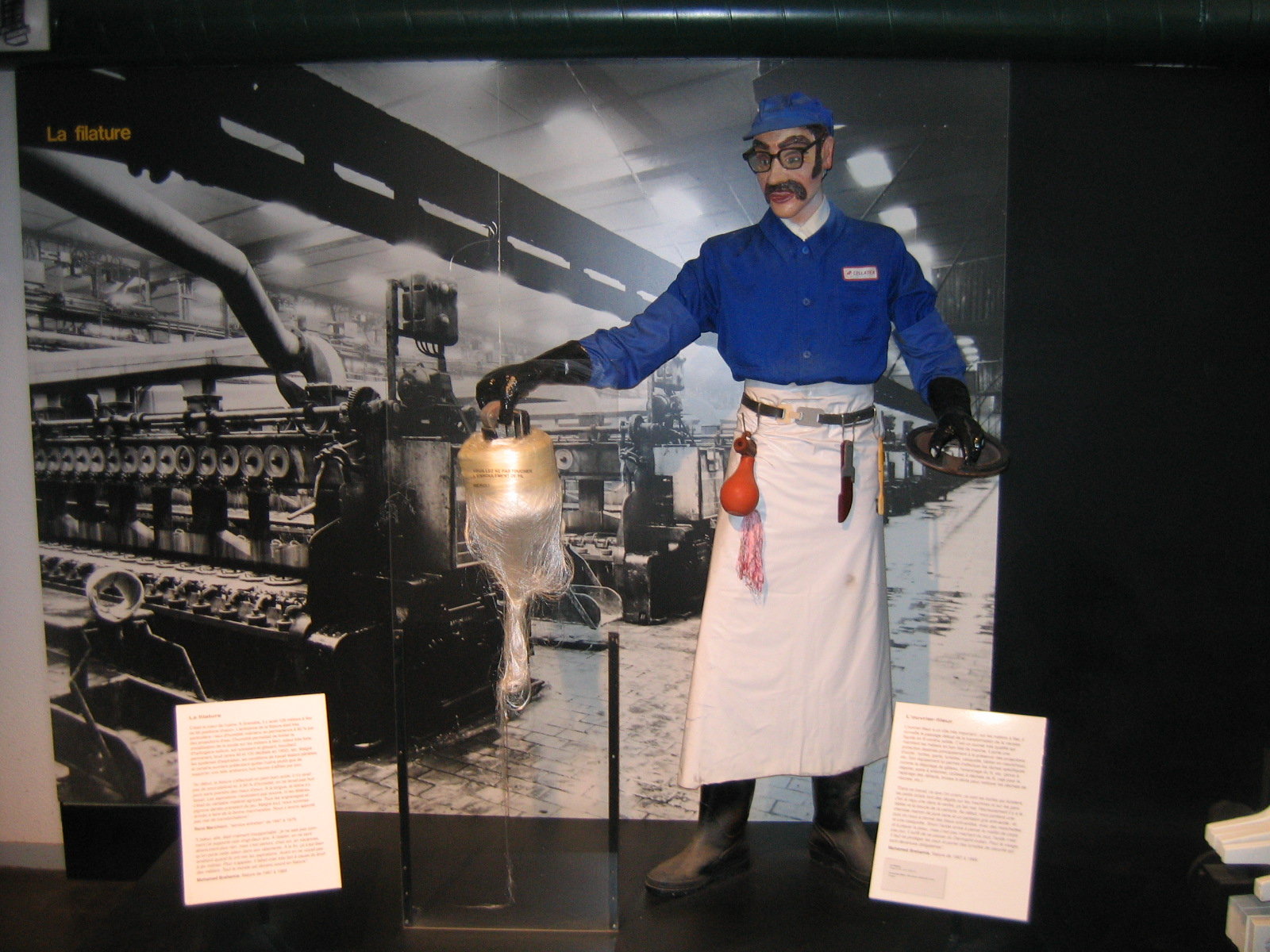
Viscose-museum

## Geschiedenis
In de 13e eeuw kwam er een commanderij van de Tempeliers. Zij zorgden voor het droogleggen van de moerassen langs de Drac waardoor de vlakte geschikt werd om landbouw te bedrijven.

In 1825 werd Échirolles een zelfstandige parochie en in 1833 ook een zelfstandige gemeente. In 1927 werd een arbeiderswijk in de gemeente gebouwd door de Société nationale de la viscose. De arbeiders werkten in de fabriek voor kunstzijde die een jaar eerder was geopend in Grenoble. Hiermee begon de verstedelijking van de gemeente. In de jaren 1960 werden nieuwe wijken gebouwd, onder andere voor pied-noirs verdreven uit Algerije, en kwamen er vestigingen van de bedrijven Caterpillar en Carrefour. In de jaren 1980 kwam een einde aan de groei van de gemeente.

## Geografie
De oppervlakte van Échirolles bedroeg op 1 januari 2022 7,86 vierkante kilometer; de bevolkingsdichtheid was toen 4.670,2 inwoners per km². De gemeente ligt in de riviervlakte van de Drac.
De onderstaande kaart toont de ligging van Échirolles met de belangrijkste infrastructuur en aangrenzende gemeenten.

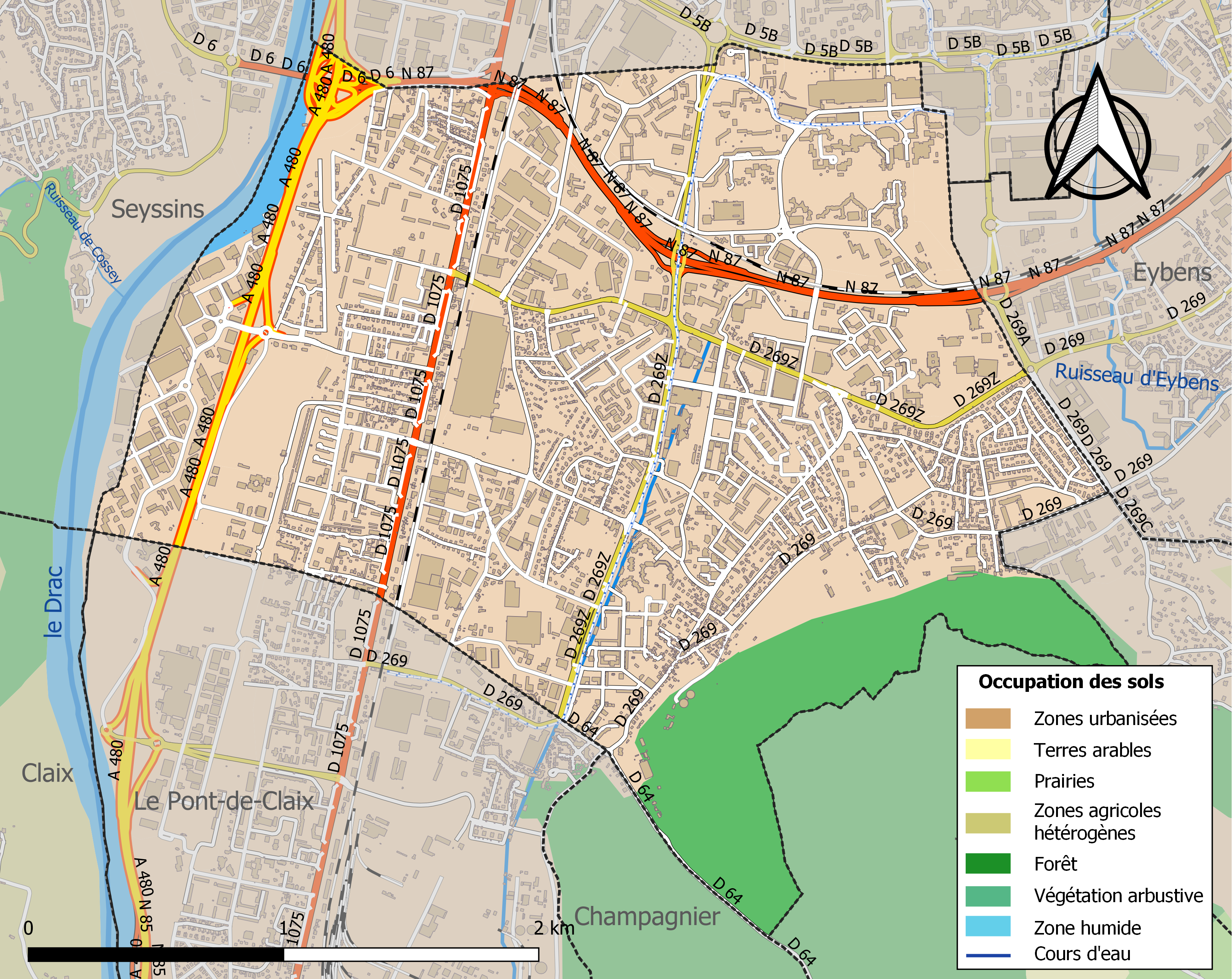

## Verkeer en vervoer
In de gemeente ligt het spoorwegstation Échirolles.
De autosnelweg A480 loopt door de gemeente.

## Demografie
Onderstaande figuur toont het verloop van het inwoneraantal van Échirolles vanaf 1962.
Bron: Frans bureau voor statistiek. Cijfers inwoneraantal volgens de definitie population sans doubles comptes (zie de gehanteerde definities)

## Bezienswaardigheden
- Musée de la Viscose, museum in een voormalig fabrieksgebouw waar tussen 1927 en 1989 kunstzijde werd geproduceerd;[3]
- Musée Géo-Charles, museum rond de eerste helft van de 20e eeuw opgebouwd rond de collectie van Lucienne Géo-Charles.[4]

## Geboren in Échirolles
- Calogero Maurici (30 juli 1971), zanger en songwriter
- David di Tommaso (6 oktober 1979), voetballer
- Guilbaut Colas (18 juni 1983), freestyleskiër
- Irene Curtoni (11 augustus 1985), Italiaans alpineskiester
- Sophie Rodriguez (7 juli 1988), snowboardster
- Julian Michel (19 februari 1992), voetballer
- Clément Carisey (23 maart 1992), wielrenner